# I'll Be Around
«I'll Be Around» es una canción grabada por el grupo vocal estadounidense de rhythm & blues The Spinners (conocido como "Detroit Spinners" en el Reino Unido). La canción fue coescrita por Thom Bell y Phil Hurtt y producida por el propio Bell.
La canción fue grabada en Sigma Sound Studios de Filadelfia, con el apoyo de MFSB, la banda de la casa. La producción de la canción le dio un sonido suave y de medio tiempo, con un riff de guitarra característico en octavas, con la interpretación al frente de Norman Harris, y la puntuación de los cantantes de fondo, junto con las trompetas y cuerdas de MFSB, y Larry Washington tocando la conga. La voz principal de la canción estuvo a cargo de Bobby Smith.
La canción fue incluida en el álbum homónimo del grupo del año 1973 publicado por Atlantic Records, en el que fue el primer lanzamiento de un disco álbum para este sello. Inicialmente fue lanzado en el lado B del primer sencillo del grupo para Atlantic Records, junto con "How Could I Let You Get Away" en el lado A. Sin embargo, los disc jockeys de las emisoras de radio, pronto optaron por "I'll Be Around" como canción favorita, lo que llevó a Atlantic a darle la vuelta al sencillo, de modo que la canción se convirtió en un éxito inesperado, permaneciendo finalmente cinco semanas en el puesto número uno de la lista de R&B de EE. UU., en lo que sería el primer número uno del grupo en esta lista de R&B, escalando hasta el puesto número tres en la lista de música pop de EE. UU. en el otoño de 1972. También alcanzó ventas por más de un millón de copias, resultando en el primer disco de The Spinners en lograrlo. El éxito de "I'll Be Around" sería el primero de una serie de éxitos que, la banda y Thom Bell, alcanzarían juntos durante la década de 1970.

## Intérpretes
- Voz líder de Bobby Smith
- Coros de Bobby Smith, Philippé Wynne, Pervis Jackson, Henry Fambrough y Billy Henderson
- Voces de fondo adicionales de Linda Creed, con Sigma Sweethearts; Bárbara Ingram, Carla Benson e Yvette Benton
- Instrumentación por parte MFSB
  - La línea de bajo característica que sustenta la canción es interpretada por Ronnie Baker.

## Versiones cover
"I'll Be Around" ha sido versionada por muchos artistas. Entre ellos se encuentran The Moments, The Afghan Whigs, Devon Allman, Joan Osborne, The Rippingtons con Jeffrey Osborne, Funk, Inc., Doug Parkinson, Richie Kotzen y Hall & Oates, cuya versión alcanzó el puesto número seis en la lista estadounidense del género Adult Contemporary.
La canción fue incluida en el disco de éxitos de 1973 "Super Fly Meets Shaft", que logró el número 31 de EE. UU.
El artista de reggae jamaiquino Otis Gayle también grabó una versión rocksteady de "I'll Be Around" para el sello Studio One, en la década de 1970, que la inconfundible interpretación de órgano de Jackie Mittoo. Al igual que otras muchas grabaciones jamaicanas, la pista instrumental de esta canción se convirtió en la base de muchos sencillos jamaiquinos hasta el día de hoy, en particular el éxito de Johnny Osbournes de 1979, We Need Love.
La cantante estadounidense Terri Wells tuvo un éxito en 1984 con una versión del tema, la cual alcanzó el puesto 17 en la lista de singles del Reino Unido.
En 1985, una versión del grupo estadounidense de new wave What Is This?, producido por Todd Rundgren, alcanzó el puesto 62 en el Billboard Hot 100.
En 1995, el rapero Rappin' 4-Tay lanzó su propia versión de la canción como segundo sencillo de su segundo álbum. Esta versión reemplazó la letra original de la canción con las escritas por Rappin '4-Tay, haciendo un sample del original del cual conservó el coro, por lo cual The Spinners fueron acreditados como autores de la canción. Esta versión se convirtió en un éxito ubicado entre los 40 primeros en los Estados Unidos, alcanzando el puesto 39 en el Billboard Hot 100. También ese mismo año, la versión original de The Spinner apareció en la película Dead Presidents (en español titulada Dinero para quemar).
En 1999, el grupo de rap TRU, con Master P, lo incluyó en su sencillo "Tru Homies", de su álbum Da Crime Family. "Tru Homies", alcanzó el puesto número seis en la lista de Hot Rap Singles y el número 61 en la lista de Hot R & B / Hip-Hop Singles & Tracks.
En 2015, el grupo alemán Hotlane, integrado por Agnes Lindström y Jack Tennis, hizo una interpretación sample de "I'll Be Around" dentro de la canción "Whenever", incluida en su primer álbum titulado "The EP".

## La canción en las listas musicales
The Spinners
| Chart (1972)                    | Peak position |
| ------------------------------- | ------------- |
| US Billboard Hot 100            | 3             |
| US Billboard Hot Soul Singles   | 1             |
| US Billboard Adult Contemporary | 31            |
| US Cashbox Top 100              | 1             |
| Canadian RPM Top Singles        | 6             |

| Chart (2004–05)                 | Peak position |
| ------------------------------- | ------------- |
| US Billboard Hot 100            | 97            |
| US Billboard Adult Contemporary | 6             |

| Chart (1972) | Rank |
| ------------ | ---- |
| Canada       | 61   |